# Stockton Springs
Stockton Springs es un pueblo ubicado en el condado de Waldo en el estado estadounidense de Maine. En el Censo de 2010 tenía una población de 1.591 habitantes y una densidad poblacional de 20,6 personas por km².

## Geografía
Stockton Springs se encuentra ubicado en las coordenadas 44°30′51″N 68°50′21″O / 44.51417, -68.83917. Según la Oficina del Censo de los Estados Unidos, Stockton Springs tiene una superficie total de 77.25 km², de la cual 50.86 km² corresponden a tierra firme y (34.16%) 26.39 km² es agua.

## Demografía
Según el censo de 2010, había 1.591 personas residiendo en Stockton Springs. La densidad de población era de 20,6 hab./km². De los 1.591 habitantes, Stockton Springs estaba compuesto por el 96.67% blancos, el 0.38% eran afroamericanos, el 0.75% eran amerindios, el 0.88% eran asiáticos, el 0% eran isleños del Pacífico, el 0.06% eran de otras razas y el 1.26% pertenecían a dos o más razas. Del total de la población el 0.75% eran hispanos o latinos de cualquier raza.